# Vaskereszt

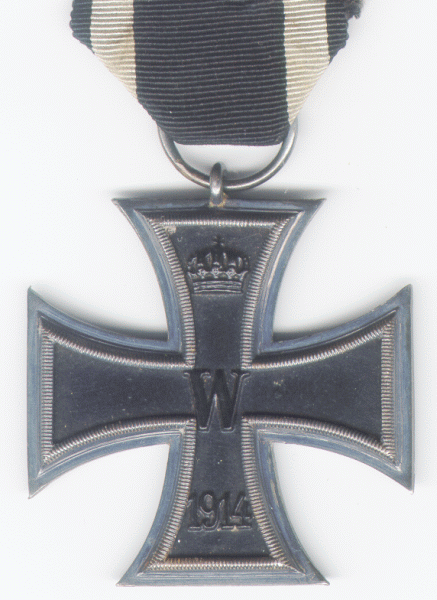
1914-es Vaskereszt

A Vaskereszt (németül Eisernes Kreuz; kiejtéseⓘ) a történelmi Porosz Királyság, később az egységes Németország katonai kitüntetése volt, amelyet 1813. március 10-én Breslauban (a mai Wrocław) alapított III. Frigyes Vilmos porosz király. A napóleoni háborúk lezárulta után az 1870-es porosz–francia háború, illetve az első és a második világháború idején adományozták. A háború után Németország lemondott használatáról, napjainkban csak felségjelzésként jelenik meg a német hadsereg járművein.
A Vaskereszt eredetileg kifejezetten katonai kitüntetés volt, de volt példa rá, hogy katonai erényeket felmutató civil személyt tüntettek ki vele. Hanna Reitsch civil berepülőpilótát hősiessége miatt Adolf Hitler a Vaskereszt első osztályával tüntette ki. Ő egyike annak a két nőnek, akinek első osztályú Vaskeresztet adtak át a második világháború idején.

## Forma
A Vaskeresztet (egyenlő szárú, fehér szegélyű kereszt, amelynek szárai a kereszt középpontjától távolodva egyre szélesebbek lesznek) Karl Friedrich Schinkel építész tervezte. Schinkel a teuton lovagok által a 14. században viselt keresztről mintázta a kitüntetést, de ez volt Nagy Frigyes jelképe is.
A kereszt korábban a teuton lovagok jelképe volt, a Vaskereszt formája pedig 1870 óta egészen napjainkig a német fegyveres erők jelképe.
1813-ban, 1870-ben és 1914-ben a kitüntetés szalagja fekete volt, oldalán két vékony fehér sávval. A civil személyek számára kiadott Vaskereszt szalagja fehér volt, szélén két vékony fekete sávval.
A kitüntetést a német történelem több szakaszában is kiadták, a kiadás évét a kereszten mindig megjelenítették. Az első világháborús Vaskeresztek az „1914”, míg a második világháborús kitüntetések az „1939”-es évszámot hordozzák a kereszt alsó szárán. A hátoldalon látható 1813 az alapítás évére emlékeztet. Az első világháborúban Vaskereszttel kitüntetett katonák a második világháború idején megkaphatták a Vaskereszt magasabb osztályát is. Ilyen esetekben a régi Vaskereszt szalagjára egy „1939” feliratú csatot helyeztek. (Az első világháború idején hasonló kitüntetést adományoztak azoknak, akik az 1870-es háború idején már kitüntették magukat, de ezen katonák száma a nagyobb időbeni távolság miatt jóval kevesebb volt.)

## Története

### Korai története

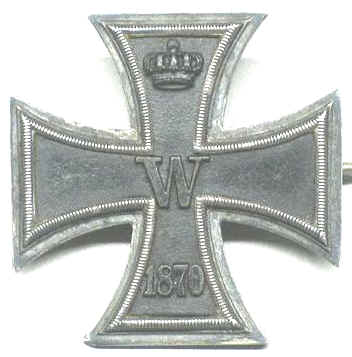
Vaskereszt 1870-ből

A Vaskeresztet III. Frigyes Vilmos porosz király 1813. március 10-én alapította Boroszlóban, a Napóleon elleni felszabadító háborúban küzdő katonák számára. 1870. július 19-én I. Vilmos porosz király újból engedélyezte e kitüntetés kiadását a francia-porosz háborúban hősiesen viselkedő katonák számára. Az 1895-ben a még szolgáló 1870-es kitüntetettek számára egy „25” feliratú szalagcsatot adtak át. Az első világháború első napjaiban, 1914. augusztus 5-én II. Vilmos császár ismét lehetővé tette a Vaskereszt adományozását. A kitüntetés történetének e három korai szakaszában a Vaskeresztet a porosz király adományozta. A korai Vaskeresztnek három fokozata volt:
- Vaskereszt Másodosztálya (németül: Eisernes Kreuz 2. Klasse)
- Vaskereszt Első Osztálya (németül: Eisernes Kreuz 1. Klasse)
- A Vaskereszt Nagykeresztje (németül: Großkreuz des Eisernen Kreuzes vagy Großkreuz)

A Vaskereszt három osztálya egyedien nézett ki, viselésük módja különbözött. A Vaskereszt Első Osztályát a kitüntetett egyenruhájának bal oldalán, a szíve fölött viselte. A Vaskereszt Nagykeresztjét és a Vaskereszt Másodosztályát a szalag is megkülönböztette egymástól.
A Vaskereszt Nagykeresztjét a német haderő idősebb tábornokainak adományozták. A legmagasabb fokozatot, a Vaskereszt Nagykeresztjének csillagát mindössze kétszer adták át, 1813-ban Gebhard von Blücher marsallnak, míg 1918-ban Paul von Hindenburgnak. A második világháború idején tervezték e kitüntetés átadását a háború legsikeresebb német parancsnokának, de a náci Németország veresége miatt erre nem került sor.
A Vaskereszt Másodosztályát és a Vaskereszt Első Osztályát rangra való tekintet nélkül adományozták. Más európai országokban a kitüntetéseket a kitüntetett rangjára való tekintettel adományozták, a Vaskeresztet azonban a legalacsonyabb és legmagasabb rangú katona is megszerezhette. Poroszország egyéb kitüntetései is igazodtak a katonai rangokhoz, a Vaskereszt velük ellentétben egalitárius jellegű.
Az első világháborúban körülbelül 3,5 millió másodosztályú Vaskeresztet adtak át, míg 145 000 német katona az első osztályú Vaskereszttel tüntette ki magát. Adolf Hitlert első osztályú Vaskereszttel tüntették ki, ami ritkaság volt a sorozott katonák között. Hitler későbbi pályafutása során is viselte a kitüntetést, ez számos korabeli fényképen látható.

### Második világháború

A Wehrmacht jelképe

Hitler is a hagyományok folytatása mellett döntött és a második világháború első napján kiadott rendeletében újraélesztette a Vaskeresztet. A második világháború idején a Vaskereszt három osztályát adományozták. A legalacsonyabb szintű Vaskereszt és a legmagasabb szintű Nagykereszt közé beiktatták a Vaskereszt Lovagkeresztjét. A Lovagkereszttel a Pour le Mérite nevű porosz kitüntetést helyettesítették, amelyet Hitler nem kedvelt. Megváltozott a szalag is, amelynek alapszíne vörös lett, szélein fehér és fekete sávok futottak végig. (E színek voltak akkoriban Németország nemzeti színei is.) A civilek számára Hitler létrehozta a Hadiszolgálati Keresztet.

#### Vaskereszt

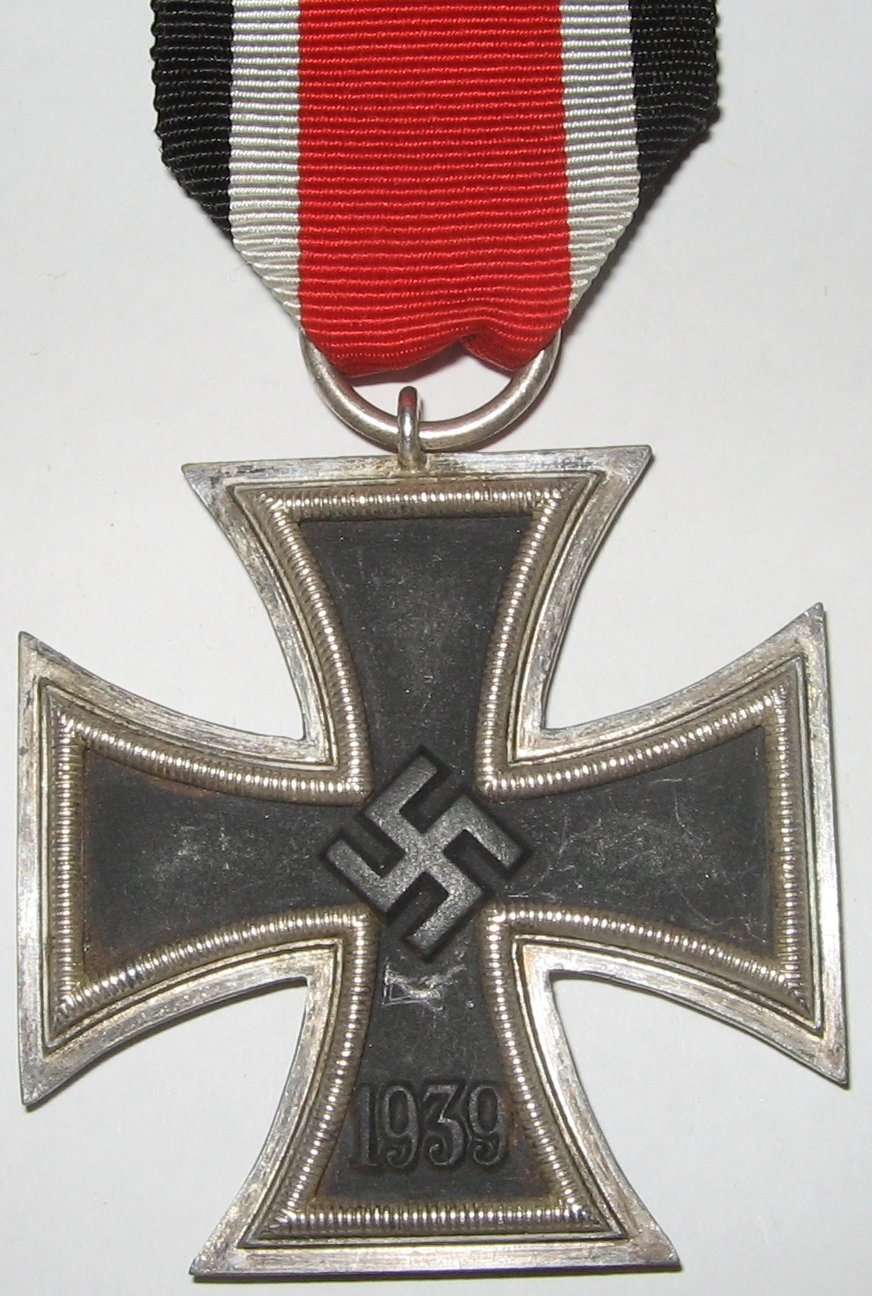
Vaskereszt Másodosztálya (1939)

A Vaskereszt hagyományos változatát 1939-től kezdve két osztályban adták át:
- Vaskereszt Másodosztálya (németül: Eisernes Kreuz 2. Klasse)
- Vaskereszt Első Osztálya (németül: Eisernes Kreuz 1. Klasse)

A kitüntetést a csatában és a harcterek környékén mutatott hősies magatartásért adományozták.
A Vaskereszt Másodosztályát három különböző módon viselték:
- A zubbony második gomblyukában
- Nem harctéri öltözetben a szalagján önállóan lógott
- Hétköznapi egyenruhában csak a kitüntetés szalagja volt látható a zubbony második gomblyukában

A Vaskereszt Első Osztálya egy szalag nélküli kitűzhető medál volt, amelyet a zubbony nyaki részének közepén helyeztek el. A katonák először a Vaskereszt alsóbb fokozatait nyerhették el, a magasabb osztályokat csak az alacsonyabb osztályok megszerzése után kaphatták meg. A második világháború idején 5 millió másodosztályú és 730 000 első osztályú Vaskeresztet adtak át. Mindössze két nő kapott első osztályú kitüntetést, míg a finn haderő két zsidó vallású katonája visszautasította a Vaskeresztet.

#### A Vaskereszt Lovagkeresztje
A Vaskereszt Lovagkeresztjét (németül: Ritterkreuz des Eisernen Kreuzes, vagy Ritterkreuz) a harctéren tanúsított önfeláldozó hősiességért és a sikeres hadvezetésért adományozták. A Lovagkeresztet öt fokozatba sorolták:
- Lovagkereszt
- Lovagkereszt tölgyfalombokkal
- Lovagkereszt tölgyfalombokkal és kardokkal
- Lovagkereszt tölgyfalombokkal, kardokkal és gyémántokkal
- Lovagkereszt arany tölgyfalombokkal, kardokkal és gyémántokkal

Összesen 7313 darab lovagkeresztet adtak át. Ezek közül mindössze 883 volt tölgylombokkal ékesített, 160 tölgylombokkal és kardokkal, és 27 tölgyfalombokkal, kardokkal és gyémántokkal. A legmagasabb rangú Lovagkeresztből egyetlen darabot adományoztak. A Lovagkeresztet az ingnyakban hordták.

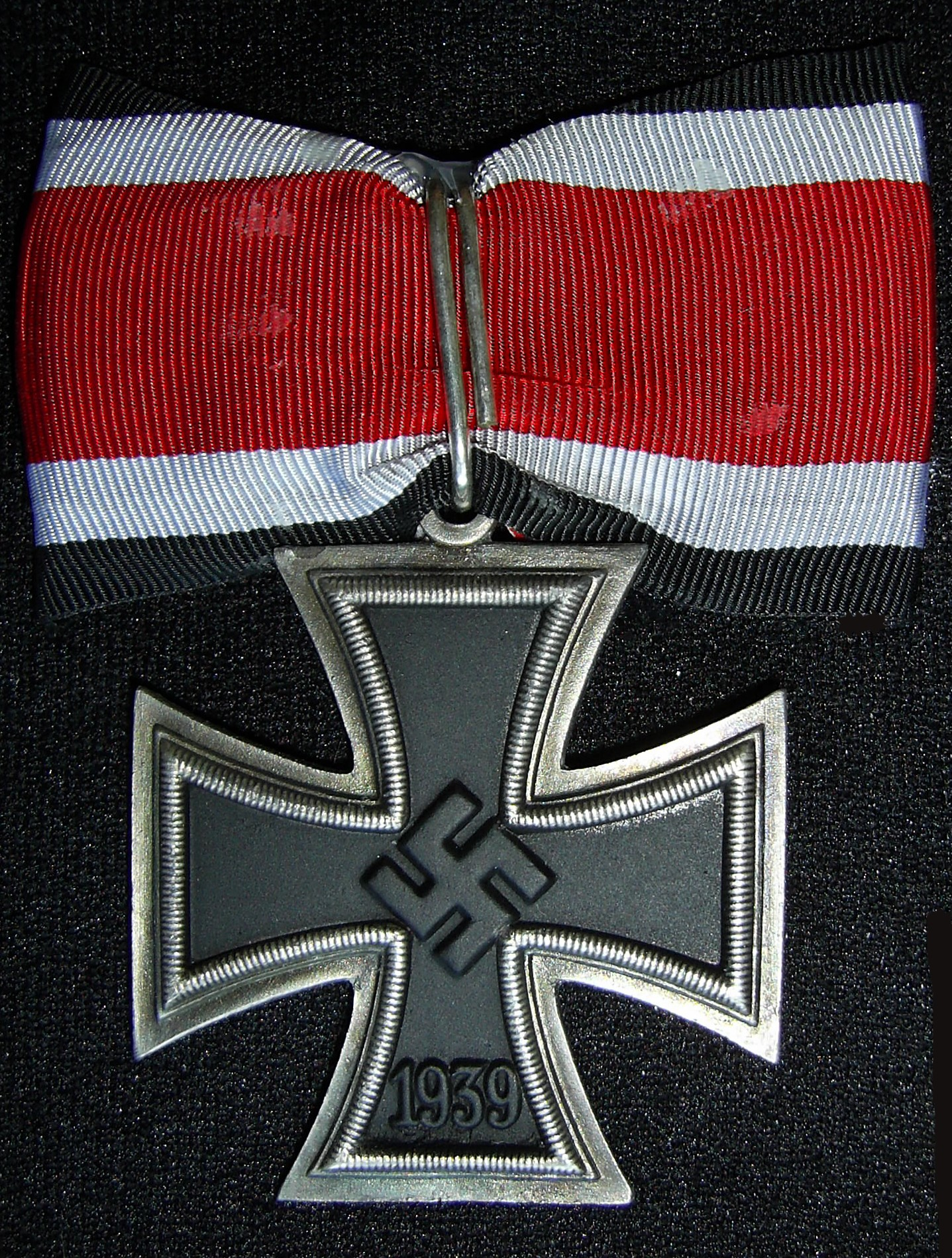
A Vaskereszt Lovagkeresztje

##### A Vaskereszt Lovagkeresztjének  kitüntetettjei
- Hans-Wilhelm Albers (Lauenburg/Elbe, 1914. június 12. – Rieti, 1944. június 4.) több fontos kitüntetést is elnyert, részben az afrikai szolgálataiért. A Rieti melletti hadikórházban hunyt el.[5][6][7]
- Hans von Bargen (Malente, 1914. október 14. – Barisevo, 1944. július 6.) több mint 400 küldetést hajtott végre. 1944-ben a szovjet légelhárítás végzett vele.[8][9][10][11]
- Hans-Werner Bartels (Salzwedel, 1910. január 28. – Leer, 1991. december 2.) 1944. január 26-án kapta meg.[12]
- Heinrich Behrends (Hakenstedt, Porosz Királyság, 1916. június 16. – Hakenstedt, 2002. május 10.)[13]
- Johannes Boje (Niebüll, 1901. június 23. – Kabanovka, 1944. június 26.) katona és rendőrtiszt, a Wehrmacht ezredese. A Bagratyion hadműveletben vesztette életét.[14][15][16]
- Georg Böhnk (Flensburg, 1919. február 18. – Dortmund, 1972. május 11.) A II./Panzer-Füsilier-Regiment „Großdeutschland” hadosztályban volt Oberleutnant. 1938 és 1945 között szolgált.[17][18][19]
- Walther-Hans Böttcher (Bad Bramstedt, 1916. november 4. – Arhangelszk, 1943. június 6.) az 1./Grenadier-Regiment 216 Hauptmannja volt. Halálát egy akna felrobbanása okozta. Festőművészként is ismert.[20][21][22]
- Johannes Brandenburg (Aukrug, 1910. július 28. – Holm, 1942. február 28.) katona és rendőrtiszt. A második világháborúban a Luftwaffe tagja, 1935-től a Sturzkampfgeschwader 2, majd a Kampfgeschwader 1 tagja vol. 1942-ben Oroszországban vesztette életét, posztumusz századosnak léptették elő.[23][24][25][26]
- Kai Bräundle-Schmidt (Flensburg, 1917. június 19. – Braderup, 1991. augusztus 14.) a Wehrmacht szárazföldi haderejében volt tartalék őrnagy. 1936 és 1938, illetve 1940 és 1945 közt szolgált.[27][28][29][30]
- Werner Breese (Hohenwestedt, 1913. április 6. – Hohenwestedt, 1995. február 17.) a Luftwaffe pilótája. 1934 és 1945 közt szolgált (1935-től a légierőnél), az Aufklärungs-Gruppe 122 tagjaként.[31][32][33][34]
- Karl Brommann (Neumünster, 1920. július 20. – 2011. június 30.) a Waffen-SS tagja volt, de már előtte részt vett az Anschlussban és Szudétavidék megszállásában. A danzigi csatában 66 tankot és számos más katonai objektumot pusztított el.[35][36]
- Jost Brökelmann (Kiel, 1907. szeptember 25. – Freiburg im Breisgau, 1967. március 3.) a második világháborúban a haditengerészet fregattkapitánya volt, a háború után sorhajókapitányként szolgált. 1966 novembere és 1967 márciusa között a hadsereg történelem-kutató intézetében dolgozott.[37][38]
- Ernst Bunge (Zerbst (Anhalt), 1914. május 29. – Herszon, 1944. május 12.)[39]
- Hellmut Bunge (Klein Wanzleben, Porosz Királyság, 1920. június 1. – Herborn, 2006. december 4.)[40]
- Karl Busche (Breklum, 1903. szeptember 17. – Szimferopol, 1943. május 28.) 1943. május 26-án megsebesült, két nappal később elhunyt a szimferopoli hadikórházban. Posztumusz ezredessé léptették elő, és megkapta a kitüntetést.[41][42]
- Georg Burkhardt Karl-August Freiherr von Bülow (Kiel, 1904. június 13. – Braunfels, 1986. június 11.) a szárazföldi haderőben szolgált ezredesként a második világháborúban. 1945-ben amerikai hadifogságba esett, a következő évben szabadult.[43][44]
- Hermann Büchting (Neumünster, 1916. március 14. – Rellingen, 1992. június 27.) 1935 és 1945 közt a haditengerészetben szolgált korvettkapitányként, a második világháborúban egy ideig a Karlsruhén teljesített szolgálatot.[45][46]
- Nikolaus Büsen (Kiel, 1911. március 6. – Észak-Afrika, 1942. június 14.) pilóta. 1942. június 14-én Észak-Afrika partjai felett ölték meg. Posztumusz kapta meg a kitüntetést.[47][48]
- Otto Büsing (Kiel, 1896. augusztus 22. – Kropivnickij, 1944. március 8.) 1942-ben megkapta a kitüntetést. Az első és a második világháborúban is részt vett, utóbbi során ölték meg Ukrajnában, posztumusz vezérőrnaggyá léptették elő.[49][50]
- Heinrich Eppen (Winsen (Luhe)|Winsen, 1915. március 29. – Tobruk, 1942. június 4.)
- Ernst Grunau (Rüstringen, 1919. szeptember 28. – Travemünde, 1989. július 8.) a Vaskereszt Lovagkeresztje mellett megkapta a Nahkampfspange arany változatát, amit mindössze 631-en nyertek el.[51]
- Wilhelm Grunge (Gardelegen, 1916. július 27. – Salzwedel, 1984. november 16.) 1944. július 3-án kapta meg.
- Peter Jenne (Wittenberg, Porosz Királyság, 1921. október 9. – Bad Belzig, 1945. március 2.) 1945 márciusában esett el. 17 légi győzelme ismert.[52]
- Wolfgang Jörchel (Zabrze, 1907. augusztus 9. – Prága, 1945. május 12.) a sziléziai német Jörchel 1941 és 1945 között volt a Waffen-SS tagja. 1945. május 12-én elfogták és kivégezték[53][54][55][56][57]
- Carl Langemeyer (Holzminden, 1907. augusztus 6. – Holzminden, 1982. július 25.) katonaorvos. 1957-től az NSZK hadseregét szolgálta.[58]

##### A Vaskereszt Lovagkeresztjének tölgyfalombokkal kitüntetettjei
- Hans Meier (Holzminden, 1918. február 23. – 2007. január 16.)
- Werner Beschnidt (Annaburg, 1918. július 29. – Bad Wörishofen, 1994. december 10.)
- Eduard Skrzipek (Beuthen, 1917. június 26. – Pilsen, 1945. február 25.) pilóta.[59]

#### A Vaskereszt Nagykeresztje
A lovagkereszthez hasonlóan a Nagykereszt is az ingnyakból lógott.  A Nagykereszt a Lovagkereszt felnagyított változata, szegélye eredetileg arany színű volt, ám ezt az átadás előtt ezüstre cserélték. A Nagykeresztet egy 57 milliméter széles szalagon viselték, amelynek színei megegyeztek a Lovagkereszt színeivel. A Nagykereszttel nem a harctéren mutatott kitűnő magatartást jutalmazták, hanem a törzskar olyan tisztjeinek, akik kitűnő stratégiai döntésükkel alapvetően befolyásolták a háború kimenetelét. Ezt a kitüntetést csak Hermann Göring birodalmi légimarsall kapta meg, akinek 1940. július 19-én a Benelux államok lerohanása és a Franciaország elleni győzelmet követően adományozták a Vaskeresztet. A Nagykeresztet Adolf Hitler adta át Göringnek, ám ez a kitüntetés elpusztult a szövetségesek Berlin elleni légitámadásainak idején. Göring több másodpéldányt is készíttetett a Nagykeresztből, ezek közül egyet akkor is viselt, amikor a szövetségesek fogságába esett.

#### A Vaskereszt Nagykeresztjének Csillaga

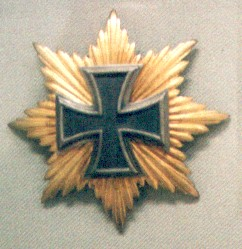
A Vaskereszt Nagykeresztjének Csillaga (1813)

Az első Nagykereszt Csillagát 1815-ben Gebhard Leberecht von Blüchernek a waterlooi csatában aratott győzelméért adományozták. A másodikat Paul von Hindenburg kapta az 1918 tavaszi német győzelmeket követően. Ezt a kitüntetést a második világégés során egyetlen német katona sem érdemelte ki. A legmagasabb rangú Vaskereszt egyetlen példányát a háború legsikeresebb német tábornokának szánták, ám a Wehrmacht veresége miatt nem adták át. A kitüntetés egyetlen ismert példányát az amerikai hadsereg katonái találták meg a háború utolsó napjaiban és hadizsákmányként az Egyesült Államokba vitték.

### A Vaskereszt a háború után
A háború utáni német állam megtiltotta a horogkereszt használatát, ezért 1957-ben határozatot hoztak a második világháború Vaskeresztjén látható szvasztika tölgyfalombokkal történő helyettesítéséről. A hidegháború befejeződése óta a német hadsereg újból részt vesz Németország határain kívüli fegyveres akciókban. Jelenleg Németországban nem adományoznak kifejezetten katonai kitüntetést, ezért mozgalom indult a Vaskereszt újraélesztése érdekében. 2007-ben egy 5000 támogató aláírást tartalmazó petíció került a Bundestag képviselőinek asztalára. A javaslattevő hangsúlyozta, hogy a bár a Vaskeresztet Európa-szerte a hitleri rezsimmel és az az által elkövetett szörnyűségekkel azonosítják, de a Bundeswehr külföldi bevetései során a szolidaritás és az érkező segítség jelképévé vált a világ háborús régióiban. Jelképként való megítélését rontja, hogy a szélsőjobboldali csoportok előszeretettel jelenítik meg lobogóikon, emblémáikon. A Bundeswehr napjainkban is jelképeként használja a Vaskeresztet, amelynek színe hivatalosan kék és ezüst, de a harci eszközökön a hagyományos fekete-fehér változat látható 1956 óta.

## Érdekességek

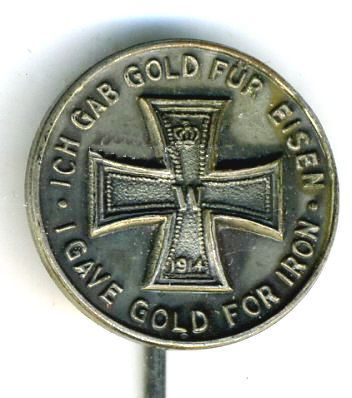
Vaskereszt-kitűző az első világháborúban adományaikkal Németországot támogató amerikaiaknak

- A Vaskereszt jelképe többször is feltűnik a német történelemben. 1813-ban a porosz Marianna hercegnő felhívást intézett a porosz asszonyokhoz, hogy azok aranyékszereiket adják át porosz államkincstárnak a Napóleon elleni hadjárat finanszírozására. Az ékszereiktől megváló asszonyoknak egy vasból készített, Vaskeresztet ábrázoló kitűzőt ajándékoztak, amelyen az „Aranyat adtam a vasért” (németül: Gold gab ich für Eisen) felirat volt olvasható.[67]
- Az első világháború idején a felhívást megismételték. Az Egyesült Államokban élő adományozók számára külön angol-német nyelvű Vaskereszt-kitűzőt adományoztak
- A Berlin melletti Großbeeren napjainkban is a település címerében viseli a Vaskeresztet. A jelkép még 1813-ból származik, amikor a porosz hadsereg győztes csatát vívott a falu határában.[68]
- Berlin Kreuzberg nevű kerülete a Vaskeresztről kapta nevét. Az 1821-ig Tempelhofer Bergnek nevezett 66 méteres magaslaton emlékművet állítottak a Napóleon elleni háború hőseinek. Az emlékmű tetején egy stilizált Vaskereszt volt, amely később az egész környék névadója lett.[69]
- 1977-ben amerikai-NSZK-jugoszláv koprodukcióban forgatták a második világháború keleti frontján játszódó Vaskereszt (Cross of Iron) című filmet. A filmben a Maximilian Schell által alakított gátlástalan tiszt saját embereit is cserbenhagyja, hogy a katonai karrier alapját jelentő kitüntetést megszerezze.

## Galéria

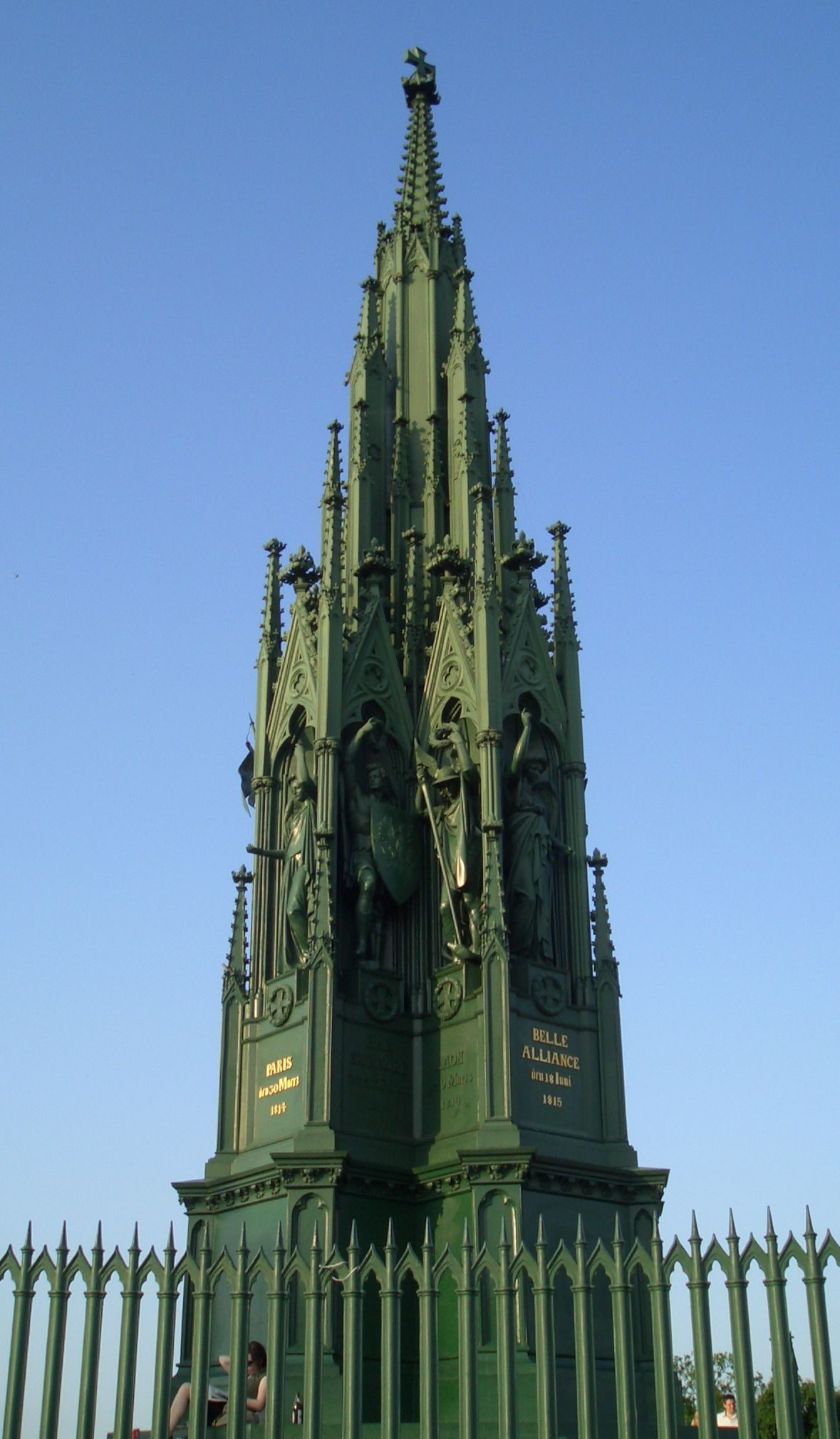
A kreuzbergi emlékmű
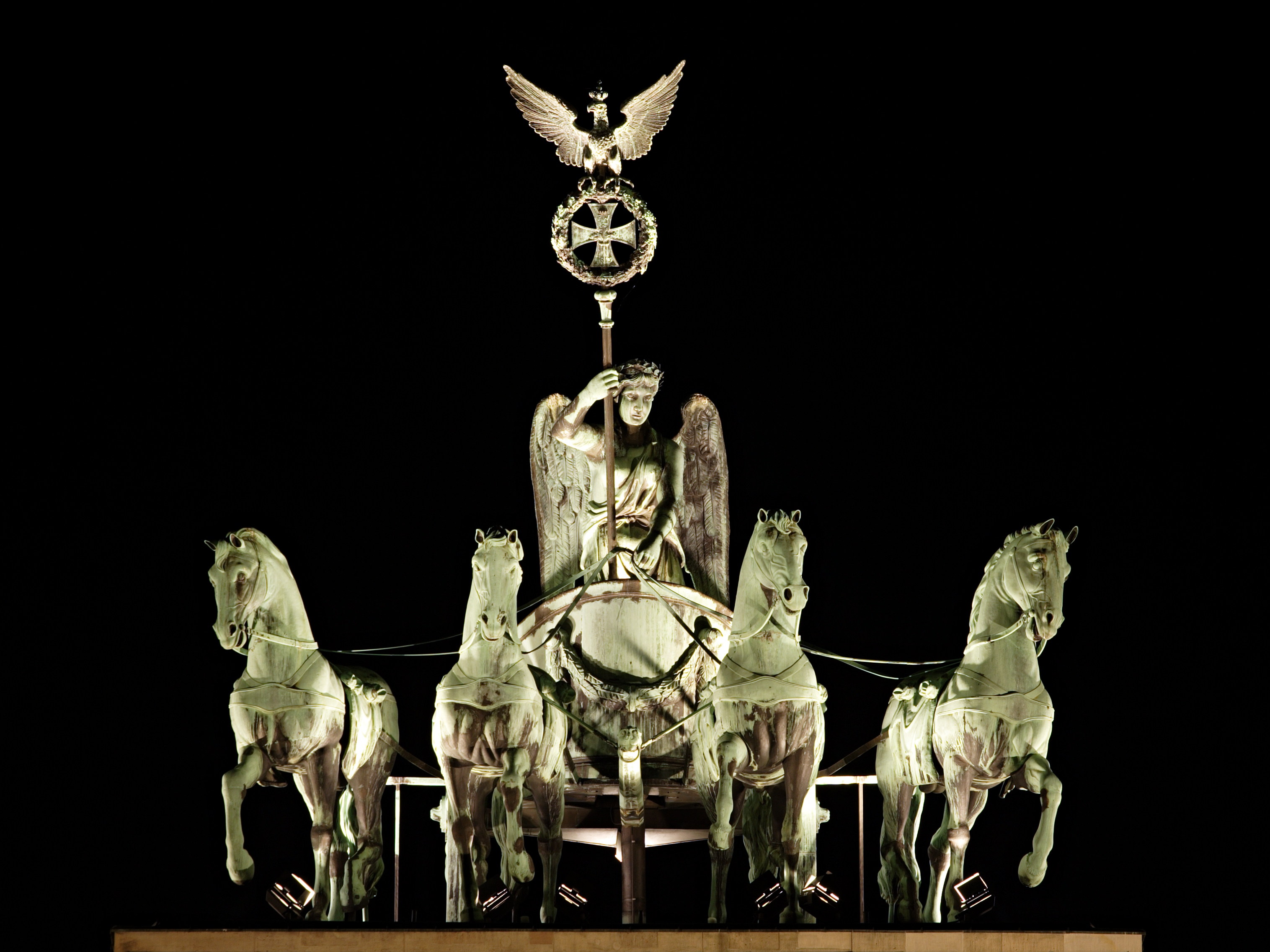
Vaskereszt a Brandenburgi kapun
A Bundeswehr-kereszt
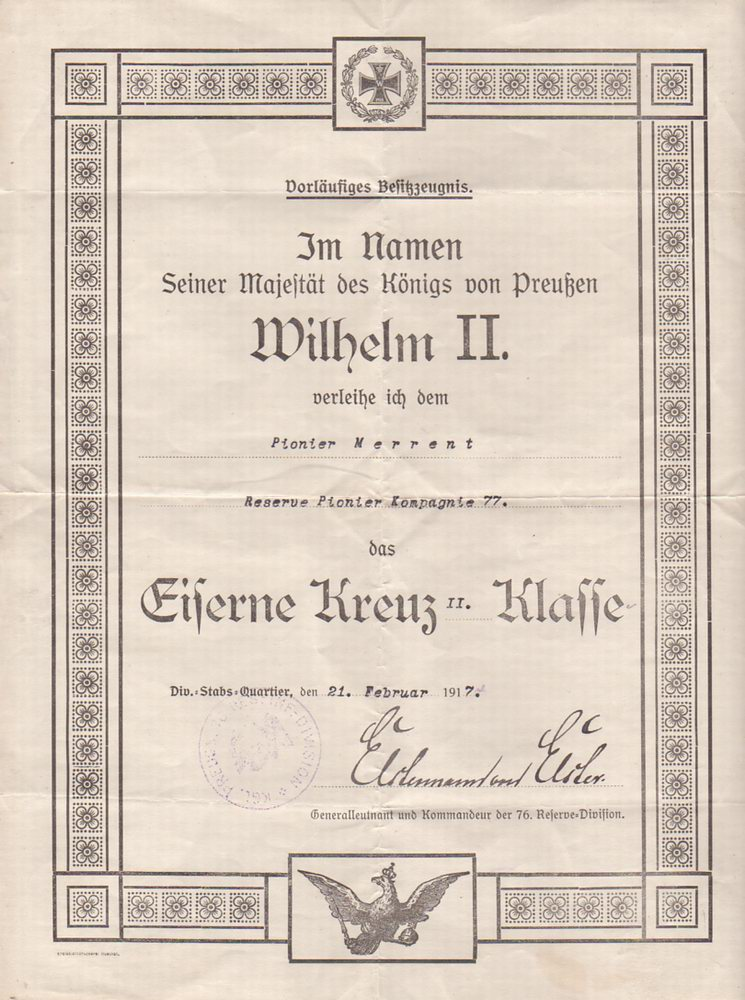
A kitüntetés elnyerését tanúsító igazolás 1917-ből

## Fordítás
- Ez a szócikk részben vagy egészben  az   Eisernes Kreuz című német Wikipédia-szócikk ezen változatának fordításán alapul.  Az eredeti cikk szerkesztőit annak laptörténete sorolja fel. Ez a jelzés csupán a megfogalmazás eredetét és a szerzői jogokat jelzi, nem szolgál a cikkben szereplő információk forrásmegjelöléseként.
- Ez a szócikk részben vagy egészben  az   Iron Cross című angol Wikipédia-szócikk ezen változatának fordításán alapul.  Az eredeti cikk szerkesztőit annak laptörténete sorolja fel. Ez a jelzés csupán a megfogalmazás eredetét és a szerzői jogokat jelzi, nem szolgál a cikkben szereplő információk forrásmegjelöléseként.